# Походный проезд
Похо́дный прое́зд — проезд, расположенный в Северо-Западном административном округе города Москвы на территории районов Покровское-Стрешнево и Южное Тушино и на их границе.

## История
Проезд получил своё название 5 апреля 1965 года по семантической ассоциации с названием соседней Туристской улицы.

## Расположение
Походный проезд проходит от Волоколамского шоссе на северо-восток под путями Рижского направления Московской железной дороги, к проезду примыкают Трикотажный проезд с запада и улица Василия Петушкова с северо-запада, проезд пересекает по мосту реку Сходню, далее к проезду примыкает Строительный проезд с востока и затем проезд Донелайтиса с северо-запада, проезд проходит далее до улицы Фабрициуса, за которой продолжается как Туристская улица. Участок проезда от Волоколамского шоссе до путей Рижского направления Московской железной дороги расположена на территории района Покровское-Стрешнево, участок от реки Сходни до улицы Фабрициуса — на территории района Южное Тушино, участок от железнодорожных путей до реки Сходни — на границе районов. Нумерация домов начинается от Волоколамского шоссе.

## Примечательные здания и сооружения
По нечётной стороне:
- МРИФНС N46 по г. Москве

По чётной стороне:

## Транспорт

### Автобус
- Т: от Строительного проезда до проезда Донелайтиса и от улицы Фабрициуса до Строительного проезда.
- 88: от Волоколамского шоссе до улицы Василия Петушкова и обратно.
- 199: от Строительного проезда до проезда Донелайтиса и обратно.
- 252: от улицы Фабрициуса до улицы Василия Петушкова и обратно.
- 368: от улицы Фабрициуса до Налогового городка и обратно.
- 432: от проезда Донелайтиса до Строительного проезда и обратно.
- 678: от Строительного проезда до улицы Фабрициуса и от проезда Донелайтиса до Строительного проезда.

### Метро
- Станция метро «Сходненская» Таганско-Краснопресненской линии — северо-восточнее проезда, на пересечении Сходненской улицы и улицы Героев Панфиловцев с бульваром Яна Райниса и Химкинским бульваром.

### Железнодорожный транспорт
- Платформа Трикотажная Рижского направления Московской железной дороги — у юго-западного конца проезда, между Волоколамским шоссе и Трикотажным проездом.